# لنگر مخدوم
لنگر مخدوم (به انگلیسی: Langar Makhdoom) یک روستا در پاکستان است که در پنجاب واقع شده‌است.